# Лиме-Ременовиль
Лиме́-Ременови́ль (фр. Limey-Remenauville) — коммуна во французском департаменте Мёрт и Мозель региона Лотарингия. Относится к  кантону Тиокур-Реньевиль.	

## География
Лиме-Ременовиль расположен в 34 км к юго-западу от Меца и в 31 км к северу от Нанси. Соседние коммуны: Фе-ан-Э на северо-востоке, Маме на востоке, Лиронвиль на юго-востоке, Флире на юго-западе, Эссе-э-Мезре на северо-западе.

## История
Деревня Ременовиль была полностью разрушена во время Первой мировой войны. Позже присоединена к городу Лиме.

Вид на деревню Ременовиль до Первой мировой войны. Почтовая карточка начала XX века.
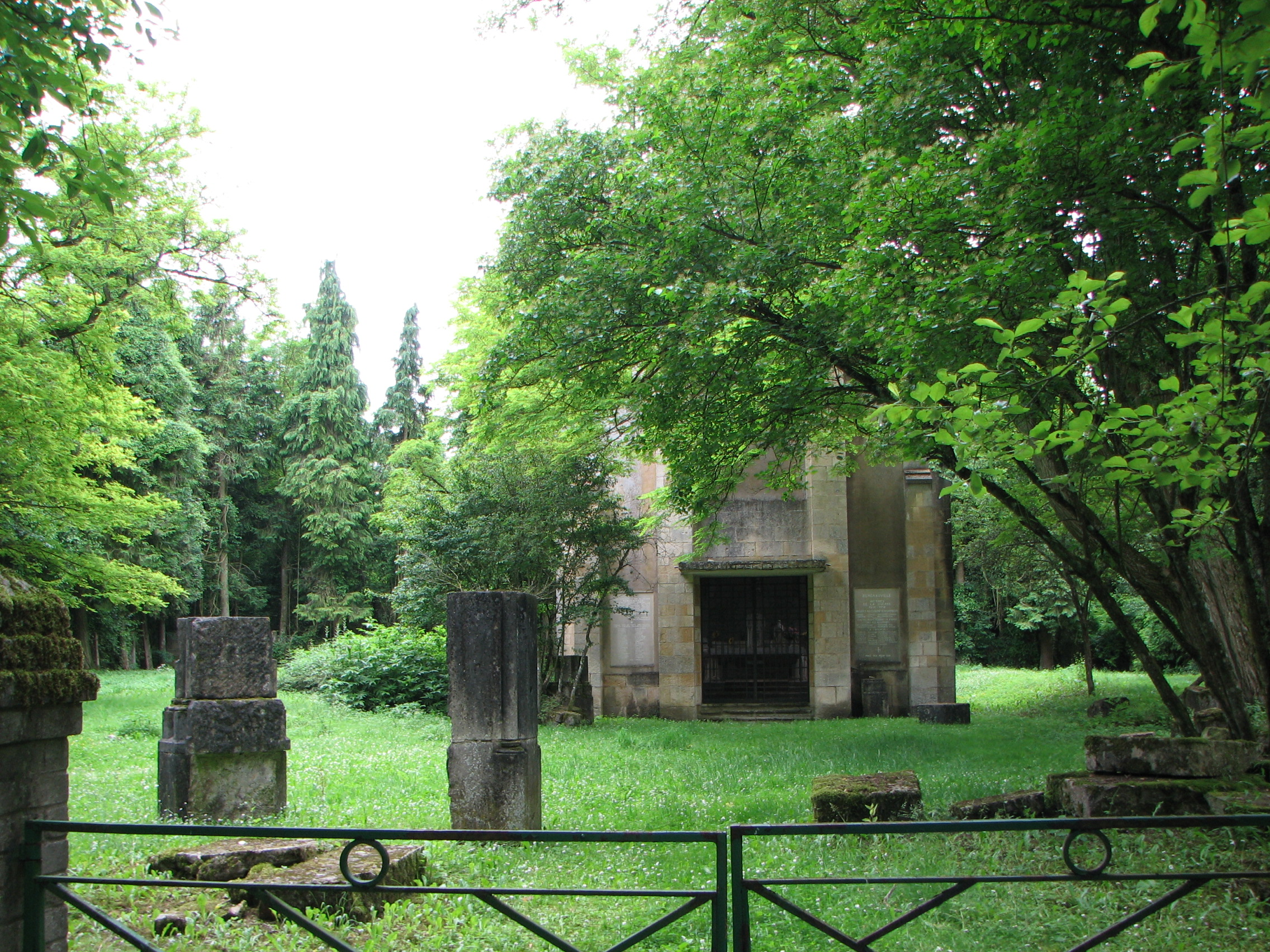
Вид на разрушенную церковь Ременовиля.
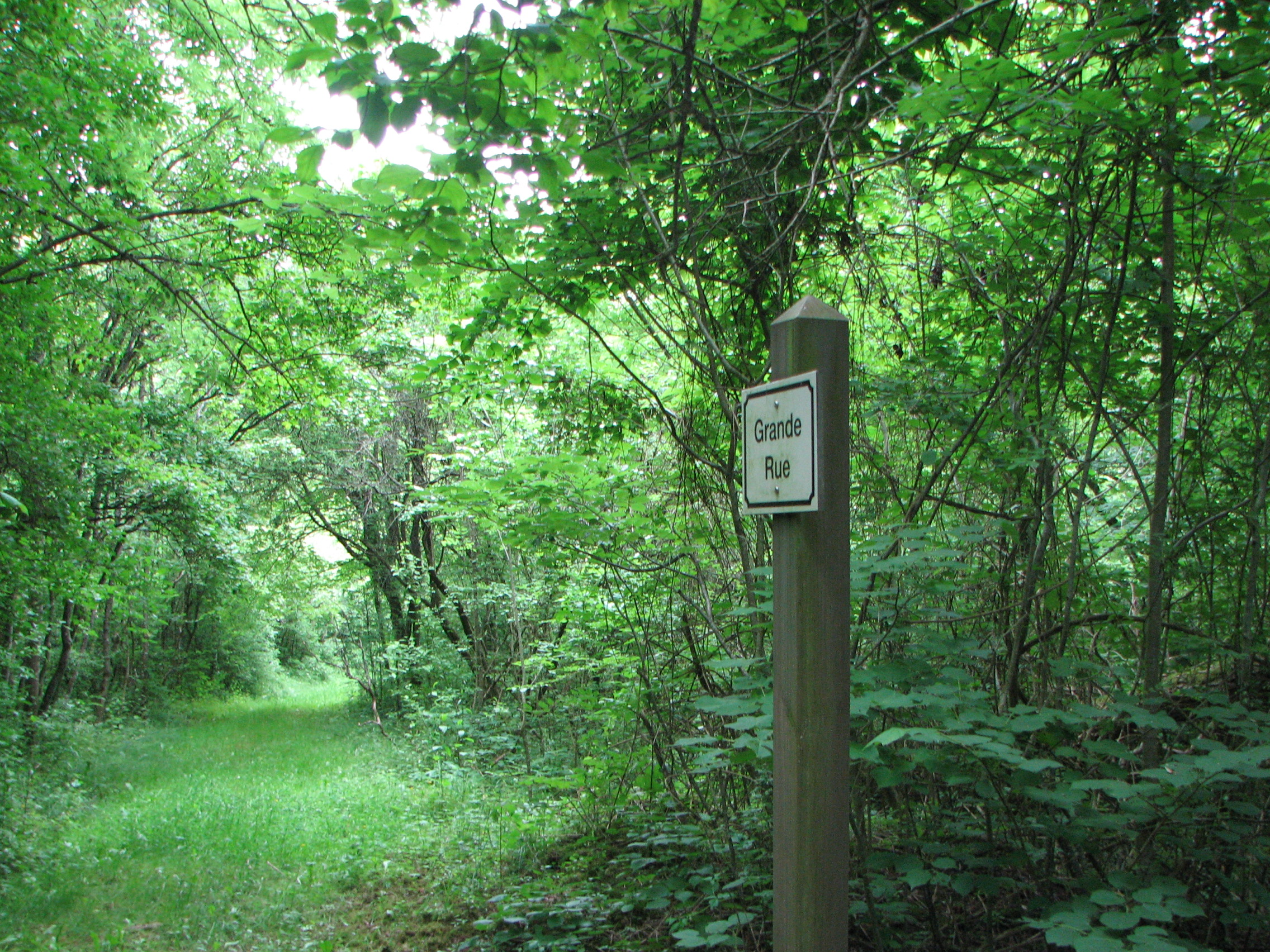
На месте бывшей Гран-рю.
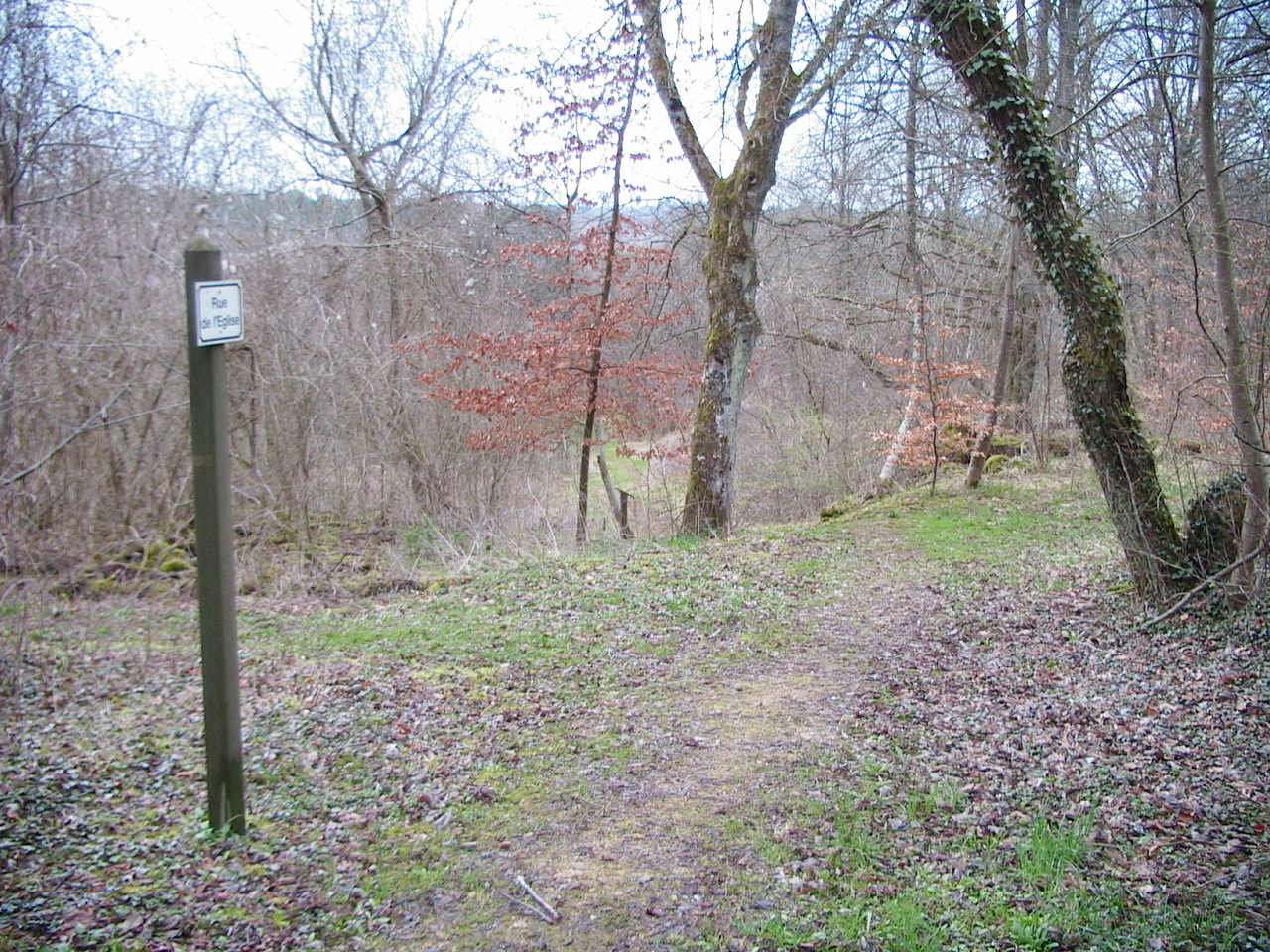
На месте бывшей рю-д'Эглиз.

## Демография
Население коммуны на 2010 год составляло 211 человек.
| 1962 | 1968 | 1975 | 1982 | 1990 | 1999 | 2010 |
| ---- | ---- | ---- | ---- | ---- | ---- | ---- |
| 165  | 157  | 132  | 165  | 192  | 209  | 211  |

## Достопримечательности

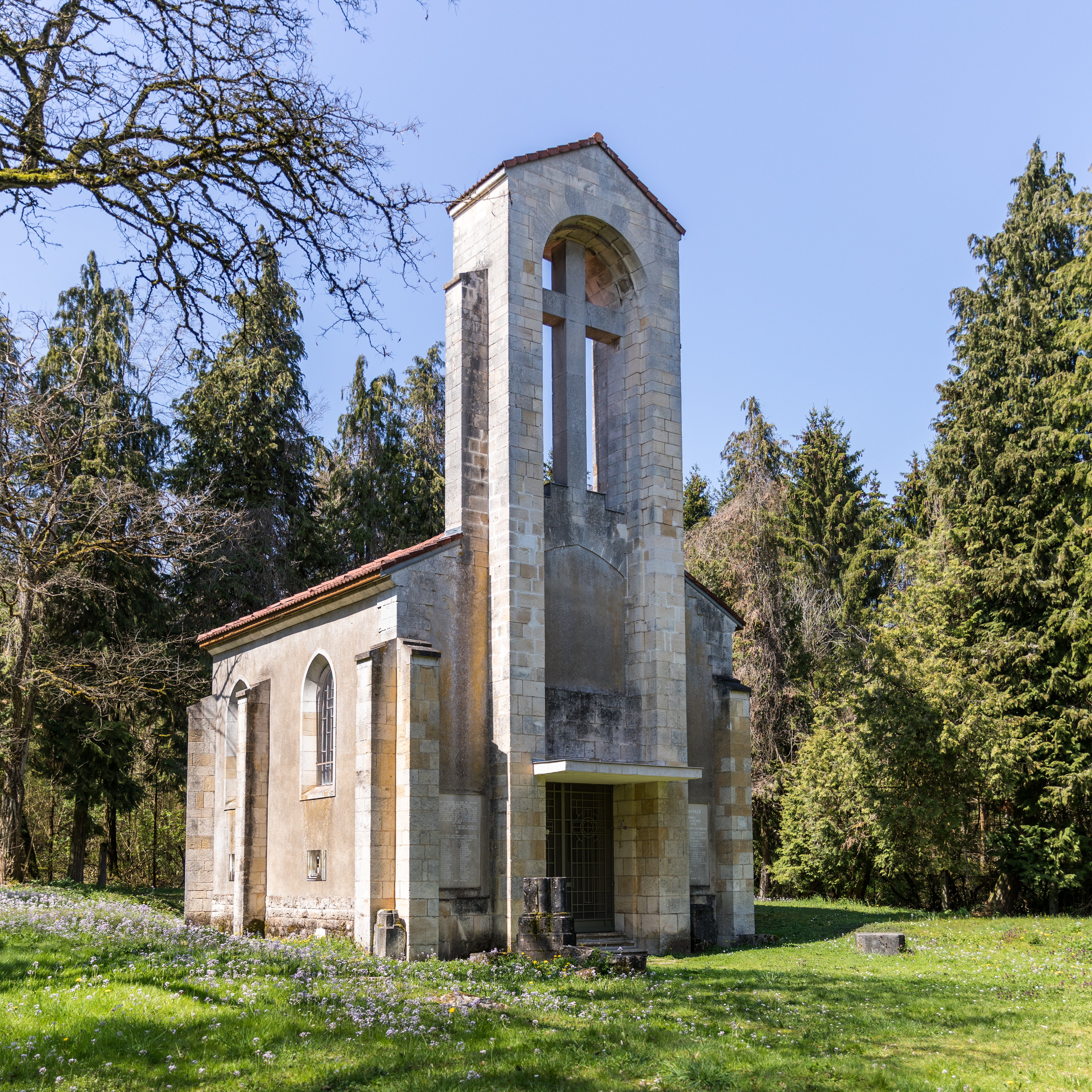
Часовня в Лиме-Ременовиле, построенная после Первой мировой войны на месте разрушенной церкви.

- Церковь, сооружена после 1918 года в неоготическом стиле, витражи Жака Грюбера (1870-1936).
- Часовня сооружена после 1918 года на месте разрушенной церкви.